# Newsteadia scissa
Newsteadia scissa är en insektsart som beskrevs av Miller och Ferenc Kozár 2002. Newsteadia scissa ingår i släktet Newsteadia och familjen vaxsköldlöss.
Artens utbredningsområde är Angola. Inga underarter finns listade i Catalogue of Life.